# Синклер, Эптон Билл
Эптон Билл Синклер-младший (англ. Upton Beall Sinclair, Jr.; 20 сентября 1878 — 25 ноября 1968) — американский писатель, выпустивший более 90 книг в различных жанрах, один из столпов разоблачительной журналистики и социалистический деятель. Получил признание и популярность в первой половине XX века. Снятый по одноименному роману писателя фильм «Нефть» был выдвинут на премию Оскар в восьми номинациях, в двух выиграл.

## Биография
Родители Синклера были разорены гражданской войной. Нужда заставила его отца заняться винной торговлей, что с раннего детства сформировало у Синклера-младшего резко отрицательное отношение к алкоголю: он выступал активным пропагандистом трезвого образа жизни.
Чтобы оплатить учёбу в колледже, в 15 лет подросток становится бульварным литературным подёнщиком — первые его опыты рассчитаны на весьма невзыскательный вкус. Учась в Колумбийском университете, он публикует свои первые романы «Царь Мидас» (King Midas, 1901) и «Принц Хаген» (Prince Hagen, 1903).
Возглавлял общественное движение под лозунгом «Покончим с бедностью в Калифорнии!», которое пыталось решить проблему безработицы путём организации кооперативных производств на заброшенных предприятиях.

## Творчество

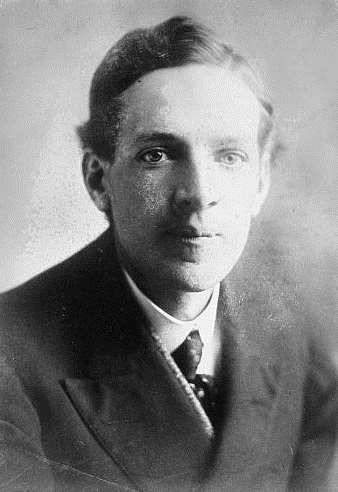
Эптон Синклер в молодости

О масштабе творческого наследия Э. Синклера красноречивее всего говорит фото в «Автобиографии» (1962): 85-летний, но всё ещё полный сил писатель запечатлён рядом со стопкой книг его авторства, высота которой превосходит рост писателя. Нет такой сферы американской жизни, такого жанра, в которых он не оставил бы след: драма, роман, повесть, памфлет, мемуары, публицистические исследования и социологические труды, киносценарии и составленные им литературные антологии. Переведённый более чем на 60 языков, некогда он принадлежал к числу наиболее читаемых писателей в мире.
Рукописи его архива — это почти полмиллиона страниц; в гигантском эпистолярном наследии — десятки тысяч писем от полутора тысяч известнейших литераторов, учёных, художников и политиков, среди которых Черчилль, Рузвельт и Сталин, Эйнштейн, Горький и Роллан, Шоу, Уэллс, Барбюс и многие другие.
Мировые проблемы, знаменуемые ярчайшими событиями, — вот та стихия, которая всем многообразием своих проявлений наполняет его книги. Бернард Шоу сказал однажды: «Когда меня спрашивают, что случилось в течение моей долгой жизни, я ссылаюсь не на комплекты газет и не на авторитеты, а на романы Эптона Синклера». «Академическая» критика, невзирая на популярность писателя, буквально бойкотировала его как «публициста», вторгшегося в лоно изящной словесности.
Тот же Б. Шоу отмечает, что Э. Синклер — это «не Генри Джеймс, а скорее всего Даниэль Дефо». Он принадлежал к новому типу писателей-борцов, творчество которых было питаемо острейшими социальными и политическими проблемами, бескомпромиссную оценку которых они давали на страницах своих произведений. Потребность мгновенного освещения актуальных, животрепещущих тем, конечно, сказывалась на форме — произведения Э. Синклера порой более всего напоминают беглый газетный репортаж.

Эптон Синклер в 1900 году

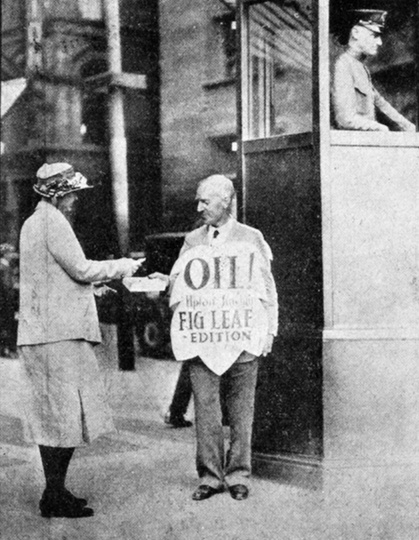
Эптон Синклер продаёт издания своего романа «Нефть!» с «фиговыми листками» — пустыми страницами на месте запрещённых частей текста

Он обрёл известность с выходом социологического романа «Джунгли» (The Jungle, 1906) — события одновременно литературного и общественного. Роман рассказывает о судьбе литовских иммигрантов, безжалостно эксплуатируемых на их новой родине, в США. Герой на пути к «социалистической вере» проходит путь от безработного люмпена-бродяги до узника и штрейкбрехера. Жена гибнет от преждевременных родов, оба сына умирают, также безрадостны судьбы их родственников. Всё это происходит на фоне натуралистичных сцен в мрачных чикагских бойнях, где в чудовищных миазмах разложения главный герой свежует павший туберкулёзный скот, из мяса которого производятся консервы и колбаса. Этот документальный репортаж вместе с метафорическим заглавием, прочно закрепившись в обороте, повергнув читателей в шок, вызвал огромный резонанс — была создана сенатская комиссия для расследования ситуации на бойнях. Синклер Льюис назвал «Джунгли» романом, «где впервые, словно в лучах безжалостно яркого света, предстала картина жизни людей в тяжёлых башмаках и где прямо заявлено, что выход — в социализме».
Писатель принадлежал к большой группе публицистов и журналистов — «разгребателей грязи» (лидер — Линкольн Стеффенс), печатавших в многотиражных изданиях обличения коррупции, фальсификации медикаментов, продажности стражей правопорядка, финансовых махинаций и торговли «живым товаром», эксплуатации детского труда и афер политиков.
Его дальнейшие романы, такие как «Король-уголь» (1917), «Угольная война» (вышедший посмертно), «Автомобильный король» (1937), могут служить энциклопедией эксплуатации рабочих в американской промышленности начала XX века, а также критикой их собственников вроде Генри Форда (включая его антисемитизм) и Джона Д. Рокфеллера (включая устроенную в его интересах бойню в Ладлоу).
В 1927 году Синклер выпустил роман «Нефть!». В 2007 году по мотивам романа был снят художественный фильм «Нефть», который был выдвинут на премию Оскар в 8 номинациях и победил в двух.
По приглашению Чарли Чаплина Синклер выступал продюсером незаконченного фильма Сергея Эйзенштейна «Да здравствует Мексика!».
Роман Синклера «Зубы дракона» (англ. Dragon's Teeth (novel)) в 1943 году был удостоен Пулитцеровской премии.

## Политическая деятельность
Эптон Синклер участвовал в левом движении с 1903 года, став наряду с Джеком Лондоном одним из ведущих приверженцев социалистических идей в американской литературе. В 1904 году становится одним из организаторов «Социалистического общества объединённых средних учебных заведений». Герберт Уэллс подарил Эптону Синклеру экземпляр своей «Современной утопии» (1905) с дарственной надписью: «Первому из верующих в социализм от второго верующего».
В. И. Ленин в 1915 году, рассматривая антимилитаристскую брошюру Синклера «Социализм и война», так описал политическую позицию её автора:
«Синклер — социалист чувства, без теоретического образования. Он ставит вопрос „попросту“, возмущаясь надвигающейся волной и ища спасения от неё в социализме… Синклер наивен со своим призывом, хотя этот призыв глубоко верен в основе, — наивен, ибо игнорирует полувековое развитие массового социализма, борьбу течений в нём, игнорирует условия роста революционных действий при наличности объективно-революционной ситуации и революционной организации. „Чувством“ этого не заменишь. Суровой и беспощадной борьбы могучих течений в социализме, оппортунистического и революционного, риторикой не обойдешь».
Перебравшись с супругой в Монровию, Калифорния, основал местное отделение Американского союза защиты гражданских свобод. В 1923 году во время забастовки портовых рабочих и моряков Сан-Педро Синклер был арестован на митинге в поддержку синдикалистского профсоюза «Индустриальные рабочие мира», когда зачитывал Билль о правах.
Баллотировался в Палату представителей (в 1920 году) и Сенат (в 1922 году) от Социалистической партии Америки. Затем выдвигался в губернаторы Калифорнии — в 1926 и 1930 годах от социалистов (оба раза набрав порядка 4 % голосов), но в 1934 году уже от Демократической партии, на праймериз которой получил больше голосов, чем шестеро его конкурентов вместе взятых.
Его предвыборная кампания под лозунгом «Покончим с бедностью в Калифорнии» (End Poverty in California, известным по акрониму EPIC) была основана на концепции «бескровной революции». А его программа, изложенная в разошедшемся тиражом 255 тысяч экземпляров памфлете «Я, губернатор Калифорнии, или Как я покончил с бедностью: правдивая история будущего», предусматривала конфискацию пустующих из-за «Великой депрессии» фабрик и земель под кооперативы безработных, планирование экономики штата посредством департаментов, введение прогрессивного налога, выплату пособий по старости, инвалидности или потере кормильца и освобождение профсоюзного активиста Тома Муни.
Истеблишмент, включая медийных и голливудских боссов, развернул против Синклера кампанию чёрного пиара и бойкота, и его усилия были приняты в штыки консервативным электоратом. Кандидат республиканцев Фрэнк Мэрриам, обвинявший оппонента в «продвижении коммунизма», набрал 48,87 % голосов — на 11,12 % больше, чем Синклер. Все же, в 1951 году Синклер отмечал: «Американский народ примет социализм, но не примет этого названия. Это подтвердилось в моей кампании EPIC. Выступая как кандидат от социалистов, я получил 60 000 голосов, а выступая под лозунгом „Покончим с бедностью в Калифорнии“ — 879 000».
В цикле альтернативной истории Гарри Тёртлдава «Американская империя» Синклер побеждает на выборах 1920 и 1924 годов и выступает как первый социалистический президент США.

## Личная жизнь
Синклер был женат трижды. В первом браке родился сын Дэвид (ум. 1987). Несмотря на то, что Синклер открыто декларировал, будто брак нужен только для размножения, известно о его любовной связи во время второго брака.

## Деятельность в области альтернативной медицины
В этой области Эптон Синклер известен своей книгой «Лечение постом» (The Fasting Cure, 1911).

## Некоторые произведения

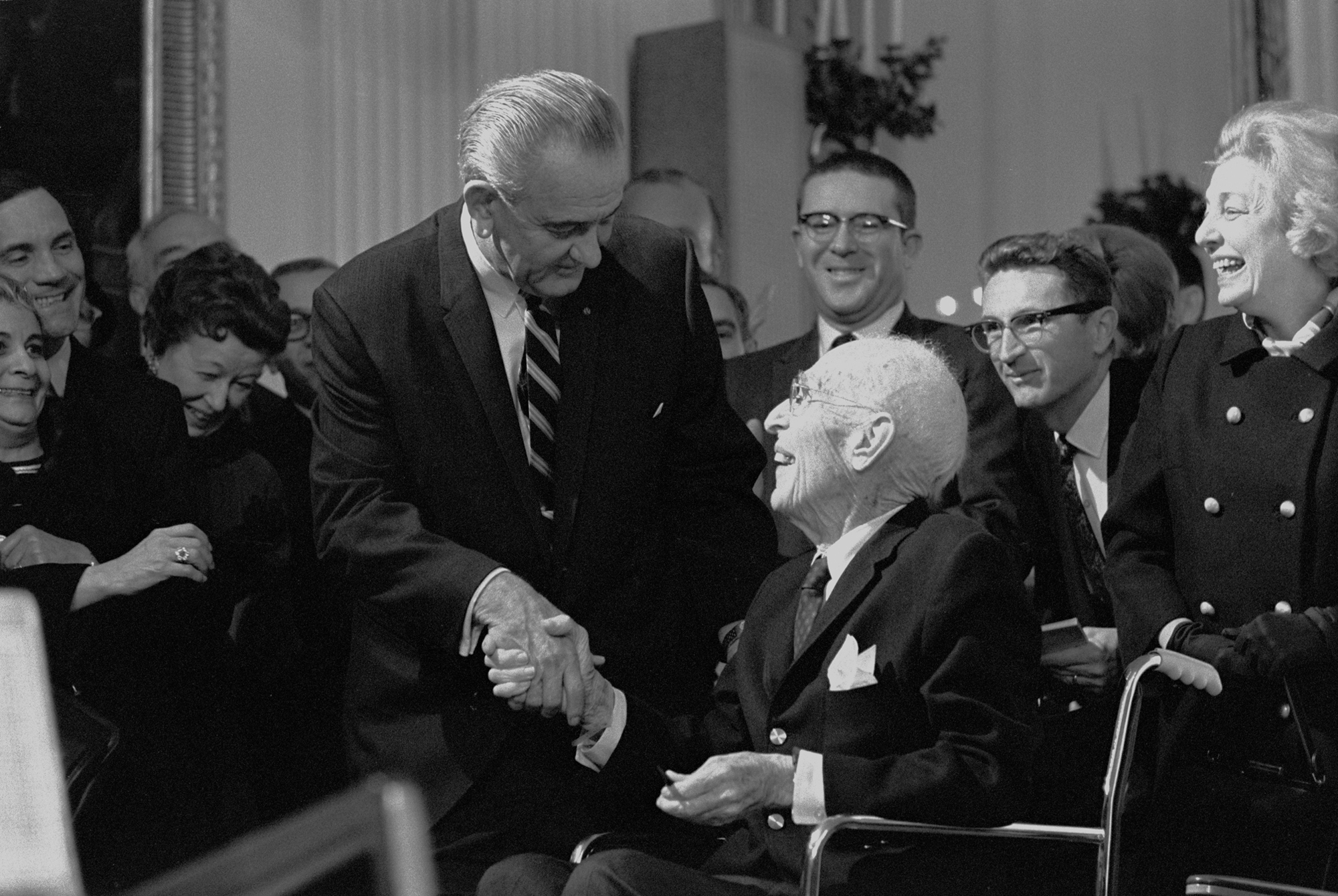
Президент Линдон Джонсон пожимает руку Синклеру, 1967 год

### На английском языке
- под псевдонимом Ensign Clarke Fitch: Clif, the Naval Cadet, Or Exciting Days at Annapolis David McKay, Philadelphia 1903. Engl.
- (под тем же псевдонимом:) Clif Faraday In Command or The Fight of His Life in: True Blue. Striking Stories of Naval Academy Life. Street & Smith Publ., N. Y. 1899
- (под тем же псевдонимом:) Strange Cruise Or Cliff Faraday’s Yacht Chase Reihe: Annapolis Series Vol. 5, ebd. 1903
- Springtime and Harvest (1901); первая новелла
- Джунгли (1906)
- The Metropolis (1908) («Столица»; под другим названием: «Метрополис»)
- The Money Changers (1908) («Дельцы»; под другими названиями: «Менялы», «Деньги»)
- The Fasting Cure (1911); альтернативная медицина
- The Cry for Justice (1915)
- King Coal (1917) («Король-Уголь»)
- The Profits of Religion (1918), эссе
- Jimmy Higgins (экранизирован, 1919)
- The Brass Check (1920); критика журнализма
- The Book of Life, Mind and Body
- The Goosestep (1923)
- Нефть! (1927)
- Boston (1928)
- The Gnomobile. A Gnice Gnew Gnarrative With Gnonsense But Gnothing Gnaughty (1936) («Гномобиль — гнеобычные гновости о гномах»)
- The Flivver King (1937) («Автомобильный король»)
- серия книг Lanny-Budd:

1. World’s End (1940) (dt. Welt-Ende 1942), Крушение мира.
2. Between Two Worlds (1941), Между двух миров, Государственное издательство Иностранной литературы, Москва, 1948 г., перевод Р. Розенталь и В. Станевич.
3. Dragon’s Teeth (1942)
4. Wide Is the Gate (1943)
5. Presidential Agent (1944)
6. Dragon Harvest (1945)
7. A World to win (1946)
8. Presidential Mission (1947)
9. One Clear Call (1948)
10. O shepherd, speak (1949)
11. The Return of Lanny Budd

- What Didymus Did (1954)
- Affectionately, Eve (1961)

## В культуре
- Билл Най исполнил роль Эптони Синклера в картине Дэвида Финчера «Манк» (2020), удостоенной десяти номинаций на премию «Оскар» в 2021 году.